# Onthophagus lallierianus
Onthophagus lallierianus là một loài bọ cánh cứng trong họ Bọ hung (Scarabaeidae).